# Іванівка (Кальміуський район)
Іва́нівка — село в Україні, у Бойківській громаді Кальміуського району Донецької області. Населення становить 167 осіб. Перебуває на території, яка тимчасово окупована російськими терористичними військами.

## Загальні відомості
Розташоване на правому березі р. Грузький Яланчик. Відстань до райцентру становить близько 17 км і проходить переважно автошляхом Т 0508. Село розташоване на межі з Некліновським районом Ростовської області Російської Федерації.

## Історія
З кінця 1934 року село входило до складу новоутвореного Остгеймського району, який 1935 року перейменували у Тельманівський на честь лідера німецьких комуністів Ернста Тельмана. У 2016 році в рамках декомунізації в Україні адміністративна одиниця перейменована рішенням Верховної Ради України у Бойківський район. 2020 року у процесі адміністративно-територіальної реформи Бойківський район увійшов до складу Кальміуського району.

## Населення
За даними перепису 2001 року населення села становило 167 осіб, із них 94,01 % зазначили рідною мову українську та 5,39 % — російську.